# A Droga do Amor
A Droga do Amor é um livro de Pedro Bandeira, da série Os Karas, da Editora Moderna. Foi publicado pela primeira vez em 1994, em 2003 e mais tarde, em 2009, com uma capa diferente, porém, o mesmo conteúdo. 
É uma das continuações do best-seller A Droga da Obediência.
Na obra, os Karas (grupo secreto, formado pelos estudantes Magrí, Chumbinho, Miguel, Catu e Crânio, que busca desvendar mistérios) se reúnem novamente, dessa vez para investigar o sequestro de um cientista americano, que havia criado a cura para a doença do século. Ao mesmo tempo, o Doutor Q.I., grande criminoso, foge da Penitenciária de Segurança Máxima. Para agravar a situação, Miguel, Calu e Crânio estão apaixonados por Magrí e não querem disputar por sua atenção. Outro fato interessante é que através da série acompanhamos o crescimento dos personagens, que nesse volume estão todos no Ensino Médio. Menos, claro, Chumbinho que é o caçula da turma.

## Sinopse
Os alunos do Colégio Elite estão de férias de final de ano e Magrí,  está em Nova Iorque se preparando para o Campeonato Mundial de Ginástica Olímpica. Por causa de Magrí,decidem que é hora de desmanchar o grupo dos Karas, porém, dois motivos unem a equipe novamente: Doutor Q.I. escapa da prisão e retorna; a outra razão, é que cientistas estrangeiros criam uma cura para a praga do século, vulgo AIDS.
Chumbinho então toma fica no conhecimento da situação, e alerta Magrí que desiste do campeonato e volta para o Brasil. Os Karas então se reúnem com  detetive Andrade para desvendar o mistério da droga e do cientista sequestrado e também para descobrir o paradeiro do Doutor Q.I. e descobrir se ele está envolvido ao não no sequestro.

## Personagens principais
• Crânio: é o mais inteligente dos Karas. Sempre que está pensando em soluções para os problemas que os Karas enfrentam, toca uma gaita para clarear sua mente;
• Miguel: foi quem decidiu unir os amigos Crânio, Calu, Magrí para criar o grupo dos Karas, que no começo era só uma brincadeira, mas acabou ficando muito mais sério. É apaixonado por Magrí;
• Calu: é o menino mais bonito do colégio Elite, mas, como todos os outros Karas, ele só tem olhos pra Magrí;
• Magrí: a única menina do grupo, é  a atleta da escola e Crânio, Miguel e Calu são apaixonados por ela;
• Chumbinho: é o mais novo e o último a entrar para os Karas, mas mesmo assim é o mais corajoso e persistente deles;
• Detetive Andrade: é um detetive da polícia muito amigo dos Karas, que sempre os ajuda a resolver os crimes. Considera os Karas como "seus meninos".
• Os doutores da Droga do Amor;  Entre eles o detetive que foi sequestrado o mais importante entre todos
• O Anão; O anão é um vilão escondido tentando acabar com tudo